# Пукцинія
Пукцинія (Puccinia) — рід іржастих грибів. Відомо понад 3 тисяч чи за іншими джерелами близько 4 тисяч видів. Паразитують на вищих рослинах, спричинюючи у них захворювання — іржу. Види пукциній мають кілька форм спороношень. У одних видів усі спороношення розвиваються на одній рослині, наприклад, іржа соняшника, у інших — спермогонії з спермаціями та ецидії з ецидіоспорами утворюються на одній рослині, а уредо- і теліоспороношення на другій, наприклад, іржа злакових.
Спермогонії переважно занурені, напівкулясті або кулясті, з вічковими парафізами. Медово-жовті. Знаходяться, в більшості випадків, на верхній поверхні листків. Ецидії переважно чашоподібні, мають добре розвинений перидій. Іноді перидій майже відсутній, і ецидії цілком занурені в тканину живої рослини та оточені шаром зі сплетених гіф. Ецидіоспори в ланцюжках, кутасті, кулясті або напівкулясті. Безбарвні, або жовті чи оранжеві. Уредоложа, якщо є, дрібні. Уредоспори по 1 на ніжці, іноді перемішані з парафізами, еліпсоподібні, яйцеподібні, кулясті або напівкулясті, з більш-менш виразно помітними ростковими порами. Величина телейтолож дуже різниться, вони порошисті, іноді бувають вкриті епідермісом (субепідермальні) або оточені парафізами. Телейтоспори двоклітинні, по 1 на ніжці, зазвичай мають забарвлену оболонку. Кожна клітина телейтоспор має одну росткову пору. Часом серед двоклітинних телейтоспор трапляються також одноклітинні (мезоспори) або триклітинні. Базидіоспори звичайно нерівнобокі, ниркоподібні. Багато видів різнодомні. Деякі види мають повний цикл розвитку, деякі неповний. В Україні описано 245 видів.
Найшкідливіші пукцинії:
- Puccinia graminis — викликає іржу різних видів злакових,
- Puccinia dispersa — іржу жита,
- Puccinia triticina — іржу пшениці,
- Puccinia maydis — іржу кукурудзи,
- Puccinia coronifera — іржу вівса тощо.

Приклади грибів-пукциній і спричинених ними хвороб:
- Puccinia asparagi — іржа спаржі
- Puccinia graminis — стеблова іржа, також відома як чорна іржа
- Puccinia horiana — біла іржа хризантем
- Puccinia poarum — іржа мати-й-мачухи
- Puccinia psidii — іржа гуави або евкаліпта
- Puccinia recondita — бура іржа
- Puccinia sessilis — золота іржа
- Puccinia striiformis — жовта іржа
- Puccinia triticina — бура іржа пшениці, також відоме як бура іржа